# Калиновка (Сарненский район)
Калиновка (укр. Калинівка) — село, входит в Степанский поселковый совет Сарненского района Ровненской области Украины.
Население по переписи 2001 года составляло 722 человека. Почтовый индекс — 34560. Телефонный код — 3655. Код КОАТУУ — 5625455703.

## История
В 1946 г. Указом Президиума ВС УССР село Колония переименовано в Калиновку.

## Местный совет
34560, Ровненская обл., Сарненский р-н, пгт Степань, пл. Независимости, 1.